# Tom Herron
Tom Herron (Lisburn, 14 december 1948 - Coleraine, 26 mei  1979) was een Noord-Iers motorcoureur. 

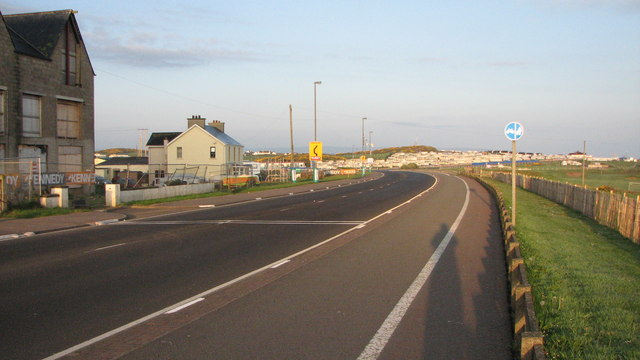
de nadering van Juniper Hill

## Privéleven
Tom Herron trouwde in het begin van de jaren zeventig met Andrea Williams, de zuster van Norton-coureur Peter Williams. Ze kregen twee kinderen: de tweeling Kim en Zoë. 

## Carrière
In 1965 begon Tom Herron deel te nemen aan races op de stratencircuits in Ierland. In 1970 won hij voor het eerst een belangrijke race: de 350cc-klasse van de North West 200. Hij concentreerde zich in het begin van jaren zeventig op de stratencircuits in Ierland en het eiland Man, maar omdat de Isle of Man TT meetelde voor het wereldkampioenschap wegrace was hij op die manier automatisch WK-deelnemer. Nadat hij in de Lightweight 250 cc TT van 1970 dertiende was geworden viel hij hard in de Junior TT, waardoor hij voor de rest van het seizoen was uitgeschakeld. Door een val in de North West 200 miste hij ook de Isle of Man TT van 1971. 
In 1972 viel hij zowel in de Lightweight 250 cc TT, de Junior TT als de Formula 750 TT uit. 
In 1973 werd hij 350cc-kampioen van Ierland en hij scoorde toen ook als privérijder zijn eerste punten in het WK door negende te worden in de Lightweight 250 cc TT. Hij werd derde in de 250 cc North West 200. 
In het seizoen 1974 ging het erg goed in de TT: hij scoorde vierde plaatsen in de Lightweight 250 cc TT en de Junior TT. In de Lightweight 125 cc TT werd hij zelfs derde, maar die race telde niet mee voor het wereldkampioenschap. 
In het seizoen 1975 scoorde hij zijn eerste podiumplaats in het wereldkampioenschap door derde te worden in de Junior TT, maar de Isle of Man TT werd toen al door vrijwel het hele deelnemersveld geboycot vanwege het gevaarlijke circuit. 
In het seizoen 1976 eindigde hij zowel in de 250- als de 350 cc klasse op de vierde plaats in het wereldkampioenschap. Hij won in dat jaar ook de Senior TT en de Lightweight 250 cc TT, die voor het laatst in het kader van het wereldkampioenschap werden verreden. In de Senior TT had hij daar wat geluk bij nodig, want John Williams had in de voorlaatste ronde ruim vier minuten voorsprong op Tom Herron. Hij hield zijn voorsprong vast tot enkele honderden meters voor de finish. Bij Governor's Dip kwam hij duwend voorbij, nadat hij al vanaf het begin problemen had gehad met zijn koppeling en tegen het einde niet meer kon schakelen. Daardoor was zijn motor ook zonder brandstof stilgevallen. Uitgeput werd hij als zevende afgevlagd. In de Junior TT verloor Tom Herron een goede klassering toen hij dacht dat zijn ketting gebroken was. Hij begon te wandelen met zijn motor aan de hand, maar zag dat de ketting slechts naast de tandwielen lag. Dat kon hij makkelijk herstellen, maar hij eindigde de race als 26e. Tom Herron scoorde derde plaatsen in de 350cc-Grand Prix van Finland en de 350cc-Grand Prix van Tsjecho-Slowakije en een tweede plaats in de 250cc-Grand Prix van Joegoslavië. Hij sloot het seizoen af met twee vierde plaatsen in de eindrangschikking. 
Het seizoen 1977 was het beste uit de carrière van Tom Herron. Niet alleen scoorde hij punten in alle races waarin hij de finish haalde, hij eindigde het seizoen als tweede in de 350cc-klasse achter Takazumi Katayama en in de 250cc-klasse werd hij vijfde. In beide klassen was hij de beste privérijder. Ook bleef hij de Isle of Man TT trouw en hij werd tweede in de Senior TT en derde in de Junior TT.  
In het seizoen 1978 was hij ook een van de beste privérijders met een vijfde plaats in de 250cc-klasse en een zesde plaats in de 350cc-klasse. Hij won opnieuw de Senior TT en werd derde in de Junior TT. In de North West 200 won hij de 250- en de 750cc-klasse. In de Senior TT zag hij dat de Amerikaan Pat Hennen te veel risico's nam. Tom Herron was 20 seconden ná Hennen gestart en toen hij naast hem kwam had hij dus eigenlijk 20 seconden voorsprong. Herron probeerde met handsignalen te waarschuwen dat Hennen het rustiger aan moest doen, maar die verbrak zelfs het ronderecord, tot het bij Bishopscourt fout ging. Uiteindelijk lag Pat Hennen twee maanden in coma en moest hij zijn racecarrière beëindigen. 
In het seizoen 1979 nam hij de plaats van Pat Hennen in als fabriekscoureur voor Suzuki, dat het fabrieksteam had uitbesteed aan het Britse Texaco-Heron Suzuki GB-team. Hij reed samen met Barry Sheene en Steve Parrish. Na drie GP's stond hij op de derde plaats van het 500cc-kampioenschap, maar tijdens de training van de Grand Prix van Spanje brak hij een duim waardoor hij niet kon racen. De Grand Prix van Joegoslavië vond pas een maand later plaats en Herron reisde af naar Noord-Ierland om te starten in de North West 200, waar hij in 1978 twee klassen gewonnen had.

## Overlijden
Met zijn hand nog in het gips startte hij in de Nort West 200 op zaterdag 23 mei 1979, een dag die bekend zou worden als "Black Saturday". Bij het inhalen coureurs bij Juniper Hill raakte hij een telegraafpaal. Hij overleed op 26 mei in het ziekenhuis van Coleraine. Tijdens dezelfde race verongelukte de Schotse coureur Brian Hamilton en raakte Frank Kennedy zodanig gewond dat hij enkele maanden later overleed.

## Wereldkampioenschap wegrace resultaten
(Races in vet zijn pole-positions; races in cursief geven de snelste ronde aan)
| Jaar | Klasse | Team                   | Motorfiets                | 1       | 2            | 3       | 4       | 5       | 6       | 7       | 8       | 9       | 10      | 11     | 12     | 13      | Punten  | Plaats | Overwinningen |
| ---- | ------ | ---------------------- | ------------------------- | ------- | ------------ | ------- | ------- | ------- | ------- | ------- | ------- | ------- | ------- | ------ | ------ | ------- | ------- | ------ | ------------- |
| 1970 | 250 cc | Privé                  | Yamaha TD 2               | DUI -   |              | ADR -   | IOM 13  | NED -   |         | DDR -   | TSJ -   | FIN -   | ULS -   | NAT -  | SPA -  |         | 0       | -      | 0             |
| 1970 | 350 cc | Privé                  | Yamaha TR 2               | DUI -   | FRA -        | ADR -   | IOM DNF | NED -   | BEL -   | DDR -   | TSJ -   | FIN -   | ULS -   | NAT -  | SPA -  |         | 0       | -      | 0             |
| 1972 | 250 cc | Privé                  | Yamaha TD 3               | DUI -   | FRA -        | OOS -   | NAT -   | IOM DNF | JOE -   | NED -   | BEL -   | DDR -   | TSJ -   | ZWE -  | FIN -  | SPA -   | 0       | -      | 0             |
| 1972 | 350 cc | Privé                  | Yamaha TR 3               | DUI -   | FRA -        | OOS -   | NAT -   | IOM DNF | JOE -   | NED -   |         | DDR -   | TSJ -   | ZWE -  | FIN -  | SPA -   | 0       | -      | 0             |
| 1973 | 250 cc | Privé                  | Yamaha TZ 250             | FRA -   | OOS -        | DUI -   | NAT -   | IOM 9   | JOE -   | NED -   | BEL -   | TSJ -   | ZWE -   | FIN -  | SPA -  |         | 2       | 40e    | 0             |
| 1973 | 350 cc | Privé                  | Yamaha TZ 350             | FRA -   | OOS -        | DUI -   | NAT -   | IOM DNF | JOE -   | NED -   |         | TSJ -   | ZWE -   | FIN -  | SPA -  |         | 0       | -      | 0             |
| 1974 | 250 cc | Privé                  | Yamaha TZ 250             |         | DUI -        |         | NAT -   | IOM 4   | NED -   | BEL 8   | ZWE -   | FIN -   | TSJ -   | JOE 8  | SPA 12 |         | 14      | 14e    | 0             |
| 1974 | 350 cc | Privé                  | Yamaha TZ 350             | FRA -   | DUI -        | OOS -   | NAT -   | IOM 4   | NED -   |         | ZWE -   | FIN -   |         | JOE 9  | SPA -  |         | 10      | 22e    | 0             |
| 1974 | 500 cc | Privé                  | Yamaha TZ 350 (opgeboord) | FRA -   | DUI -        | OOS 11  | NAT -   | IOM 15  | NED -   | BEL -   | ZWE 9   | FIN 11  | TSJ 16  |        |        |         | 2       | 31e    | 0             |
| 1975 | 250 cc | Privé                  | Yamaha TZ 250             | FRA 9   | SPA 7        |         | DUI -   | NAT 7   | IOM -   | NED -   | BEL -   | ZWE -   | FIN 10  | TSJ -  | JOE 6  |         | 16      | 13e    | 0             |
| 1975 | 350 cc | Privé                  | Yamaha TZ 350             | FRA DNQ | SPA 11       | OOS DNF | DUI DNF | NAT -   | IOM 3   | NED -   |         |         | FIN DNF | TSJ 4  | JOE 4  |         | 26      | 9e     | 0             |
| 1975 | 500 cc | Privé                  | Yamaha TZ 350 (opgeboord) | FRA -   | SPA -        | OOS 8   | DUI -   | NAT -   |         | NED -   | BEL DNF | ZWE 12  | FIN -   | TSJ -  | JOE -  |         | 3       | 34e    | 0             |
| 1975 | 500 cc | Privé                  | Arter-Matchless G50       |         |              |         |         |         | IOM 21  |         |         |         |         |        |        |         | 3       | 34e    | 0             |
| 1976 | 250 cc | Privé                  | Yamaha TZ 250             | FRA 21  |              | NAT 7   | JOE 2   | IOM 1   | NED 7   | BEL 10  | ZWE 6   | FIN 5   | TSJ 6   | DUI 14 | SPA 13 |         | 47 (52) | 4e     | 1             |
| 1976 | 350 cc | Privé                  | Yamaha TZ 350             | FRA 9   | OOS 6        | NAT 5   | JOE DNF | IOM 26  | NED 7   |         |         | FIN 3   | TSJ 3   | DUI -  | SPA 9  |         | 41 (45) | 4e     | 0             |
| 1976 | 500 cc | Privé                  | Yamaha TZ 500             | FRA 12  | OOS -        | NAT -   |         | IOM 1   | NED -   | BEL 12  | ZWE 9   | FIN -   | TSJ DNF | DUI -  |        |         | 17      | 13e    | 1             |
| 1977 | 250 cc | Privé                  | Yamaha TZ 250             | VEN 6   |              | DUI 7   | NAT 4   | SPA 7   | FRA 7   | JOE 3   | NED 10  | BEL 9   | ZWE 7   | FIN 5  | TSJ 5  | GB DNF  | 54      | 5e     | 0             |
| 1977 | 350 cc | Privé                  | Yamaha TZ 350             | VEN 5   | OOS afgelast | DUI 6   | NAT DNF | SPA DNF | FRA 7   | JOE 4   | NED 4   |         | ZWE 6   | FIN 4  | TSJ 2  | GB DNF  | 56      | 2e     | 0             |
| 1977 | 500 cc | Privé                  | Yamaha TZ 500             | VEN -   | OOS -        | DUI -   | NAT -   |         | FRA -   | JOE -   | NED -   | BEL DNQ | ZWE -   | FIN -  | TSJ -  | GB -    | 0       | -      | 0             |
| 1978 | 250 cc | Privé                  | Yamaha TZ 250             | VEN 11  | SPA 8        |         | FRA 5   | NAT 4   | NED DNF | BEL DNF | ZWE 5   | FIN 8   | GB 2    | DUI 3  | TSJ -  | JOE DNF | 48      | 6e     | 0             |
| 1978 | 350 cc | Privé                  | Yamaha TZ 350             | VEN DNF |              | OOS DNF | FRA 4   | NAT 11  | NED 6   |         | ZWE 5   | FIN 3   | GB 2    | DUI 5  | TSJ 8  | JOE -   | 50      | 5e     | 0             |
| 1978 | 500 cc | Privé                  | Suzuki RG 500             | VEN -   | SPA 13       | OOS DNF | FRA -   | NAT -   | NED -   | BEL 9   | ZWE -   | FIN -   | GB -    | DUI -  |        |         | 2       | 28e    | 0             |
| 1979 | 500 cc | Texaco Heron Suzuki GB | Suzuki RG 500             | VEN 3   | OOS 4        | DUI DNF | NAT 3   | SPA DNS | (†)     | (†)     | (†)     | (†)     | (†)     | (†)    | (†)    |         | 28      | 10e    | 0             |